# Shuteria lancangensis
Shuteria lancangensis là một loài thực vật có hoa trong họ Đậu. Loài này được Y.Y. Qian mô tả khoa học đầu tiên năm 2003.